# دياني كوتس
دياني كوتس (بالإنجليزية: Diane Coates)‏ هي منافسة ألعاب القوى بريطانية، ولدت في 25 يونيو 1932 في أكسفورد في المملكة المتحدة.

## وصلات خارجية
- دياني كوتس على موقع أوليمبيديا (الإنجليزية)
- دياني كوتس على موقع اللجنة الأولمبية البريطانية (الإنجليزية)